# Mònica Verge Folia
Mònica Verge Folia (Barcelona, 8 d'octubre de 1958) és una muntanyenca, escaladora, esquiadora i alpinista catalana.
Fou guarda del Xalet Refugi Juli Soler Santaló (1988-1999) del CEC. Durant la dècada del 1980 va ser precursora de l'escalada femenina a l'Estat Espanyol i algunes de les seves ascensions van ser les primeres femenines estatals. El 1984 fou membre de la primera expedició femenina de l'Estat espanyol al Kangtega (6.782 m), i al 19 de setembre de 1989 va assolir el cim del Cho Oyu (8.201 m) fent cordada amb Magda Nos Loppe i signant el primer vuit mil femení estatal.
Va ser protagonista del documental Encordades conjuntament amb Carme Romeu Pecci, Elisabeth Vergés Costa, Esther Sabadell Simó i Helena Alemán Sobrino.